# Klîcikovîci, Turiisk
Klîcikovîci (în ucraineană Кличковичі) este un sat în comuna Mîleanovîci din raionul Turiisk, regiunea Volînia, Ucraina.

## Demografie
Componența lingvistică a localității Klîcikovîci
     Ucraineană (100%)
Conform recensământului din 2001, toată populația localității Klîcikovîci era vorbitoare de ucraineană (100%).